# Sanã-parda
Sanã-parda (Laterallus melanophaius) é uma espécie de ave da família Rallidae.
Pode ser encontrada nos seguintes países: Argentina, Bolívia, Brasil, Colômbia, Equador, Guiana, Paraguai, Peru, Suriname, Uruguai e Venezuela.
Os seus habitats naturais são: pântanos.

## Nome vernáculo
O nome sanã-parda foi selecionado como nome vernáculo técnico para a espécie pelo Comitê Brasileiro de Registros Ornitológicos (CBRO) em 2021.

## Subespécies
São reconhecidas duas subespécies:
- Laterallus melanophaius melanophaius (Vieillot, 1819) – ocorre da região costeira da Venezuela até o Suriname; da região leste do Brasil até o leste da Bolívia, Paraguai, Uruguai e norte da Argentina.
- Laterallus melanophaius oenops (P. L. Sclater & Salvin, 1880) – ocorre do sul da Colômbia, leste do Equador, leste do Peru e no oeste do Brasil.